# Серединно-Атлантичний хребет

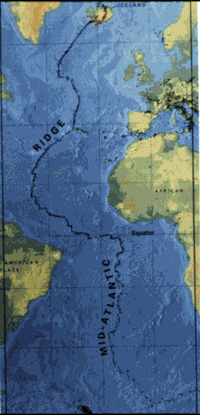
Розташування Серединно-Атлантичного хребта

Серединно-Атлантичний хребет — найбільша гірська система дна Атлантичного океану. Одна з ланок системи серединно-океанічних хребтів, підводний гірський масив Атлантичного і Північного Льодовитого океану.

## Характеристики
Загальна довжина Серединно-Атлантичного хребта понад 18 тис. км. Простягається від 87° пн. широти (близько 333 км на південь від Північного полюсу), де переходить у хребет Гаккеля до трійника біля субантарктичного острова Буве на 54° пд. широти. Найвищі піки цього гірського масиву тягнуться вище за рівень океану і утворюють острови. Серединно-Атлантичний хребет є межею тектонічних плит: Євразійської плити і Північноамериканської плити на півночі, Південноамериканської плити і Африканської плити на півдні. Ці плити рухаються окремо, тому Атлантика розширюється на 2,5 сантиметрів на рік на схід та захід.
Окремі ділянки його носять власні назви: у Норвезько-Гренландському басейні — хребет Кніповича (від 81° до 73° пн. ш.), південніше — хребет Мона, далі — Ісландсько-Янмайенський хребет, на південь від Ісландії — хребет Рейк'янес (до 52° пн. ш.) і Північно-Атлантичний хребет, на південь від екватора — Південно-Атлантичний хребет. У районі острова Буве (близько 55° пд. ш.) меридіональне простягання Серединно-Атлантичного хребта змінюється на субширотне; східний відрізок називається Африкано-Антарктичним хребтом.
Поперечними розломами Серединно-Атлантичний хребет розбитий на зрушені щодо один до одного сегменти, величина щеній по розломах досягає 300—600 км. За даними, глибоководного буріння, сейсмоакустичної профілізації і драгування, проведеним у рифтовой зоні, можна вважати, що геологічний розріз Серединно-Атлантичного хребта складений двома комплексами: верхнім, що складається з толеїтових базальтів з прошарками карбонатних осадкових порід, нижнім — з амфіболітів і офіолітів (від анортозитів до ультрабазитів). Породи верхнього комплексу розбиті молодими розломами на численні блоки, вік цих порід олігоцен-антропогеновий; породи нижнього комплексу (юра-олігоцен) регіонально дислоковані і метаморфізовані, вік серпентинізованих ультрабазитів і габро, що нерідко залягають в метаморфічному комплексі у вигляді лусок і протрузій, можливо, докембрійський. У Південній півкулі Серединно-Атлантичний хребет монолітніший; на його схилах розташований ряд підводних вулканів, вершини деяких з них є островами (Вознесіння, Св. Олени тощо); у групі островів Тристан-да-Кунья є діючий вулкан.

## Відкриття

Анімація поділу Пангеї

Існування хребта на дні Атлантичного океану вперше припустив у 1850 році Метью Фонтейн Морі. Його існування відкрито під час експедиції HMS Challenger 1872 року. — команда науковців на чолі з Чарлзом Уайвіллом Томсоном відкрила велике підняття посередині Атлантичного океану, досліджуючи майбутню трасу трансатлантичного телеграфного кабелю. Існування хребта було підтверджено сонаром 1925 року, і тоді німецькою атлантичною експедицією було виявлено, що він простягається довкола мису Доброї Надії у Індійський океан.
У 1950-ті роки під час мапування океанічного дна Землі Брюс Гіцен, Моріс Юїнг, Марі Тарп та інші виявили, що Серединно-Атлантичний хребет має дивну бариметрію долин та хребтів,, центральна долина з яких була сейсмічно активною та епіцентром багатьох землетрусів. Юїнг, Хіцен та Тарп відкрили, що хребет є частиною практично безперервної 40 000-кілометрової системи серединно-океанічних хребтів на дні всіх океанів Землі. Відкриття цієї світової системи хребтів призвело до формування теорії спредингу океанічного дна і загального прийняття теорії Вегенера про дрифт континентів і їхнього розширення в модифікованій формі тектоніки плит. Хребет вважають основною причиною розриву гіпотетичного суперконтиненту Пангея, який почався 180 млн років тому.